# Thelypteridaceae
Famille
Les Thelypteridaceae sont une famille de fougères.

## Liste des genres
Selon Angiosperm Phylogeny Website (4 janv. 2011) :
- genre Amauropelta
- genre Ampelopteris
- genre Amphineuron
- genre Chingia
- genre Chrismatopteris
- genre Christella
- genre Coryphopteris
- genre Cyclogramma
- genre Cyclosorus
- genre Glaphyropteridopsis
- genre Glaphyropteris
- genre Goniopteris
- genre Macrothelypteris
- genre Meniscium
- genre Menisorus
- genre Mesophlebion
- genre Metathelypteris
- genre Nannothelypteris
- genre Oreopteris
- genre Parathelypteris
- genre Phegopteris
- genre Plesioneuron
- genre Pneumatopteris
- genre Pronephrium
- genre Pseudocyclosorus
- genre Pseudophegopteris
- genre Sphaerostephanos
- genre Stegnogramma
- genre Steiropteris
- genre Thelypteris
- genre Trigonospora

Selon NCBI (4 janv. 2011) :
- genre Amauropelta
- genre Chingia
- genre Christella
- genre Coryphopteris
- genre Cyclosorus
- genre Dictyocline
- genre Glaphyropteridopsis
- genre Goniopteris
- genre Leptogramma
- genre Macrothelypteris
- genre Meniscium
- genre Mesophlebion
- genre Nannothelypteris
- genre Oreopteris
- genre Phegopteris
- genre Plesioneuron
- genre Pneumatopteris
- genre Pronephrium
- genre Pseudocyclosorus
- genre Pseudophegopteris
- genre Sphaerostephanos
- genre Stegnogramma
- genre Steiropteris
- genre Thelypteris
- genre Trigonospora

Selon ITIS (4 janv. 2011) :
- genre Macrothelypteris (H. Itô) Ching
- genre Phegopteris Fée
- genre Pneumatopteris Nakai
- genre Pseudophegopteris Ching
- genre Thelypteris Schmidel

Selon GBIF (19 janvier 2024) :
- Abacopteris Fée
- Amauropelta Kunze
- Amblovenatum J.P.Roux
- Ampelopteris Kunze
- Chingia Holttum
- Chrinephrium Nakaike
- Chrismatopteris Quansah & D.S.Edwards
- Christella H.Lév.
- Coryphopteris Holttum
- Cyclogramma Tagawa
- Cyclosorus Link
- Glaphyrocyclosorus Xia Wan & Li Bing Zhang
- Glaphyropteridopsis Ching
- Glaphyropteris C.Presl, 1848
- Goniopteris C.Presl
- Goniopteris K.B.Presl, 1836
- Grypothrix (Holttum) S.E.Fawc. & A.R.Sm.
- Hoiokula S.E.Fawc. & A.R.Sm.
- Leptogramma J.Sm.
- Macrothelypteris (H.Itô) Ching
- Menisciopsis (Holttum) S.E.Fawc. & A.R.Sm.
- Meniscium Schreb.
- Menisorus Alston
- Mesochlaena R.Br., 1838
- Mesophlebion Holttum
- Mesopteris Ching
- Metathelypteris (H.Itô) Ching
- Oreopteris Holub
- Pachyderris J.Sm., 1859
- Pakau S.E.Fawc. & A.R.Sm.
- Pelazoneuron (Holttum) A.R.Sm. & S.E.Fawc.
- Phegopteris (C.Presl) Fée
- Plesioneuron (Holttum) Holttum
- Pneumatopteris Nakai
- Pronephrium C.Presl
- Pronephrium K.B.Presl, 1851
- Pseudocyclosorus Ching
- Pseudophegopteris Ching
- Reholttumia S.E.Fawc. & A.R.Sm.
- † Speirseopteris R.A.Stockey, T.C.Lantz & G.W.Rothwell, 2006
- Sphaerostephanos J.Sm.
- Stegnogramma Blume
- Steiropteris (C.Chr.) Pic.Serm.
- Strophocaulon S.E.Fawc. & A.R.Sm.
- Thelypteris Schmidel
- Thelypteris Schott, 1834
- Trigonospora Holttum